# Chisholm (Minnesota)
Chisholm és una població dels Estats Units a l'estat de Minnesota. Segons el cens del 2000 tenia 4.960 habitants.

## Demografia
Segons el cens del 2000, Chisholm tenia 4.960 habitants, 2.178 habitatges, i 1.287 famílies. La densitat de població era de 436,2 habitants per km².
Dels 2.178 habitatges en un 27,8% hi vivien nens de menys de 18 anys, en un 44,4% hi vivien parelles casades, en un 10,7% dones solteres, i en un 40,9% no eren unitats familiars. En el 37,1% dels habitatges hi vivien persones soles el 20,2% de les quals corresponia a persones de 65 anys o més que vivien soles. El nombre mitjà de persones vivint en cada habitatge era de 2,2 i el nombre mitjà de persones que vivien en cada família era de 2,88.
Per edats la població es repartia de la següent manera: un 22,4% tenia menys de 18 anys, un 8,2% entre 18 i 24, un 24,7% entre 25 i 44, un 22,5% de 45 a 60 i un 22,3% 65 anys o més.
L'edat mediana era de 42 anys. Per cada 100 dones de 18 o més anys hi havia 86,8 homes.
La renda mediana per habitatge era de 28.472 $ i la renda mediana per família de 40.431 $. Els homes tenien una renda mediana de 35.972 $ mentre que les dones 21.406 $. La renda per capita de la població era de 16.204 $. Entorn del 5,7% de les famílies i el 12,1% de la població estaven per davall del llindar de pobresa.

## Poblacions més properes
El següent diagrama mostra les poblacions més properes.